# Eli Wallace
Eli Wallace je fiktivní postava sci-fi seriálu Stargate Universe. Jeho roli představuje americký herec David Blue.
Eli Walace tráví většinu času hraním her na svém počítači, až do chvíle než mu na dveře zaklepe generál Jack O'Neill a Dr. Nicholas Rush, kteří jej přenesou na vesmírnou loď Hammond. K programu Ikarus se dostal náhodou a to vyřešením problému, který SGC vložila do počítačové hry Prometheus. Tento problém měl vyřešit potíže s napájením brány při zadávání devátého symbolu. Wallace studoval na Massachusettském institutu technologie (MIT), ale nikdy nepromoval. Před vstupem do programu Hvězdná brána žil se svou matkou, Maryanou Wallace, trpící na onemocnění způsobené virem HIV, který získala při kontaktu s narkomanem jako ošetřovatelka. Rush získává Eliho slibem, že Vojenské letectvo poskytne jeho matce nejlepší lékařskou péči. Ačkoli Eliho řešení je zpočátku neúspěšné, Eli nakonec objeví řešení problému s volbou devátého symbolu během útoku na základnu, které umožní Rushovi vytočit adresu na antickou loď Destiny.